# Kernkraftwerk Wolsong
Das südkoreanische Kernkraftwerk Wolsong besteht aus sechs Blöcken. Der Standort ist in der Provinz Gyeongsangbuk-do. Eigentümer und Betreiber ist die Korea Hydro and Nuclear Power Corporation (KHNP). Direkt neben den vier Reaktorblöcken von Wolsong befinden sich zwei weitere Reaktorblöcke, die als Shin-Wolsong ("Neu-Wolsong") bezeichnet werden.

## Wolsong
Die Blöcke 1–4 sind CANDU-Reaktoren (Typ 6) und wurden von Atomic Energy of Canada Limited (AECL) geliefert.
Wolsong 1 leistete 683 MW. Die Anlage wurde am 21. November 1982 zum ersten Mal kritisch und ging am 31. Dezember 1983 erstmals ans Netz. Der zweite Block Wolsong 2 hat 635 MW Leistung. Mit dem Bau wurde 1991 begonnen, der Reaktor wurde am 29. Januar 1997 kritisch und ging am 1. April 1997 an das öffentliche Netz. Wolsong 3 wurde am 19. Februar 1998 kritisch und ging am 25. März 1998 ans Netz. Wolsong 4 wurde am 10. April 1999 kritisch und ging am 21. Mai 1999 ans Netz.
Am 20. Juni 2018 wurde Wolsong 1 als zweiter Reaktorblock Südkoreas stillgelegt, die Anlage war bereits seit Mai 2017 unterkritisch. Die Betriebslizenz hätte eine Laufzeit bis ins Jahr 2022 ermöglicht, allerdings wurde die Stilllegung vorgezogen.

### Störfälle
- Am 20. Oktober 1994 lief nach dem Bruch eines Ventils für zwei Stunden Schweres Wasser aus dem Reaktor Wolseong 1 aus. Es war die gleiche Stelle, an der im Dezember 1994 das Ventil in Kernkraftwerk Pickering brach. Der Zwischenfall erhielt die Bewertung 2 auf der INES-Skala.[2][3]
- Am 4. Oktober 1999 wurden 22 Arbeiter kontaminiert, als 45 Liter Schweres Wasser aus dem Reaktor Wolseong 3 ausliefen.[4][5]

## Shin-Wolsong
Block 1 und 2 von Shin-Wolsong sind leichtwassermoderierte Druckwasserreaktoren mit einer elektrischen Nennleistung von 1045 MW und 1050 MW.
Der Baubeginn für den Reaktor Shin-Wolsong-1 war am 20. November 2007, er wurde am 27. Januar 2012 erstmals mit dem Stromnetz synchronisiert. Kommerziell ging der Block am 31. Juli 2012 in Betrieb.
Der Baubeginn für den Reaktor Shin-Wolsong-2 war am 23. September 2008, er wurde am 26. Februar 2015 erstmals mit dem Stromnetz synchronisiert. Kommerziell ging der Block am 24. Juli 2015 in Betrieb.

## Daten der Reaktorblöcke
Das Kernkraftwerk Wolsong hat insgesamt sechs Blöcke:
| Reaktorblock   | Reaktortyp          | Baulinie | elektrische- Leistung | elektrische- Leistung | thermische- Reaktorleistung | Baubeginn  | Netzsyn- chronisation | Kommer- zieller Betrieb | Stilllegung |
| Reaktorblock   | Reaktortyp          | Baulinie | Netto                 | Brutto                | thermische- Reaktorleistung | Baubeginn  | Netzsyn- chronisation | Kommer- zieller Betrieb | Stilllegung |
| -------------- | ------------------- | -------- | --------------------- | --------------------- | --------------------------- | ---------- | --------------------- | ----------------------- | ----------- |
| Wolsong-1      | Schwerwasserreaktor | CANDU-6  | 661 MW                | 683 MW                | 2.061 MW                    | 30.10.1977 | 31.12.1982            | 22.04.1983              | 20.06.2018  |
| Wolsong-2      | Schwerwasserreaktor | CANDU-6  | 611 MW                | 635 MW                | 2.061 MW                    | 25.09.1992 | 01.04.1997            | 01.07.1997              |             |
| Wolsong-3      | Schwerwasserreaktor | CANDU-6  | 641 MW                | 664 MW                | 2.061 MW                    | 17.03.1994 | 25.03.1998            | 01.07.1998              |             |
| Wolsong-4      | Schwerwasserreaktor | CANDU-6  | 622 MW                | 643 MW                | 2.061 MW                    | 22.07.1994 | 21.05.1999            | 01.10.1999              |             |
| Shin-Wolsong-1 | Druckwasserreaktor  | OPR-1000 | 997 MW                | 1045 MW               | 2.825 MW                    | 20.11.2007 | 27.01.2012            | 31.07.2012              |             |
| Shin-Wolsong-2 | Druckwasserreaktor  | OPR-1000 | 963 MW                | 1050 MW               | 2.825 MW                    | 23.09.2008 | 26.02.2015            | 24.07.2015              |             |